# 大黄檗
大黄檗（学名：Berberis francisci-ferdinandi）是小檗科小檗属的植物，是中国的特有植物。分布于中国大陆的甘肃、四川、西藏、山西等地，生长于海拔1,400米至4,000米的地区，常生长在林缘、疏林下、山坡灌丛中、山沟或草坡，目前尚未由人工引种栽培。